# Người Lak
Người Lak (tên tự gọi: Лак hay гъази-гъумучи, Lak; tiếng Nga: Лакцы, Laktsy; số ít giống đực: Лакец, Lakets và giống cái: Лакца, Laktsa, nhưng ít dùng) là một nhóm dân tộc có vùng cư trú truyền thống gọi là Lakia bên trong Dagestan ở vùng Bắc Kavkaz. Trong lịch sử vùng Lakia nay là các quận Laksky và Kulinskiy của Dagestan. Người Lak có dân số khoảng 200.000 người. Phần lớn người Lak sống ở Dagestan, và khoảng 10 ngàn ở các nước thuộc Liên Xô cũ như Turkmenistan, Uzbekistan, Tajikistan, Azerbaijan. Người Lak nói tiếng Lak (tiếng Lak: лакку маз, lakːu maz), một ngôn ngữ thuộc Ngữ hệ Đông Bắc Kavkaz. Tiếng Lak là một trong sáu ngôn ngữ được tiêu chuẩn hóa ở nước cộng hòa tự trị Dagestan. Người Lak Dagestan hiện sử dụng một phiên bản sửa đổi của bảng chữ cái Cyrillic.